# 梅 (曲)
| 専門評論家によるレビュー            | 専門評論家によるレビュー |
| レビュー・スコア                    | レビュー・スコア         |
| 出典                                | 評価                     |
| ----------------------------------- | ------------------------ |
| 『Rolling Stone Japan』（上野拓朗） | [ 1 ]                    |
| 『Billboard Japan』（棚橋寛）       | 肯定的                   |

『梅』（うめ）は、私立恵比寿中学の3枚目のシングル（インディーズを含めると通算9枚目）である。2013年1月16日にDefSTAR Recordsから発売された。

## 概要
初回限定盤A、初回限定盤B、サブカル盤（通常盤）の3形態での発売。初動売上は4.1万枚であり自己最高初動売上を記録。またオリコンチャートにて、インディーズデビュー以来初のデイリー1位を獲得。週間チャートも3位と自己最高位を更新した。
春に咲く桜よりも有名にならない梅を尊重しようというコンセプトから作曲された。

## 収録曲
（私立恵比寿中学：瑞季、真山りか、杏野なつ、安本彩花、廣田あいか、星名美怜、鈴木裕乃、松野莉奈、柏木ひなた）

### 初回限定盤A
1. 梅 [4:15]
作詞・作曲・編曲：前山田健一
アルバム『中人』（2013年）にも収録
ベストアルバム『「中卒」〜エビ中のイケイケベスト〜』（2016年）に8人バージョンの「梅(中卒ver.)」が収録
2. 頑張ってる途中 [4:52]
作詞・作曲・編曲：池田貴史
アルバム『中人』（2013年）にも収録
ベストアルバム『「中辛」〜エビ中のワクワクベスト〜』（2016年）に8人バージョンの「頑張ってる途中(中辛ver.)」が収録
3. パクチー [3:12]
作詞・作曲・編曲：シライシ紗トリ
ベストアルバム『中吉』（2022年）のCD2に新9人バージョンの「パクチー（中吉ver.）」が収録
4. 梅（Less Vocal）
5. 頑張ってる途中（Less Vocal）
6. パクチー（Less Vocal）

### 初回限定盤B
1. 梅
2. 頑張ってる途中
3. 大好きだよ [3:22]
作詞・作曲・編曲：飯田清澄
4. 梅（Less Vocal）
5. 頑張ってる途中（Less Vocal）
6. 大好きだよ（Less Vocal）

### サブカル盤（通常盤）
1. 梅
2. 頑張ってる途中
3. 踊るガリ勉中学生 [5:19]
作詞・作曲・編曲：杉山勝彦
4. 梅（Less Vocal）
5. 頑張ってる途中（Less Vocal）
6. 踊るガリ勉中学生（Less Vocal）

## 令和の「梅」
2019年4月1日に新元号「令和」が発表となり、出典が万葉集の「梅花（うめのはな）の歌三十二首」の漢文で書かれた序文と説明されたことで、私立恵比寿中学の楽曲「梅」に大きく注目が集まった。
令和に改元された2019年（令和元年）5月1日、私立恵比寿中学Twitter公式アカウントにて、ミュージックビデオ「梅（令和ver.）」が公開された。
2019年（令和元年）5月2日の「私立恵比寿中学ライブハウスツアー2019〜Listen to the MUSiC〜」大阪公演では、復刻した衣装で楽曲「梅」を披露した。
Blu-ray『私立恵比寿中学 バンドのみんなと大学芸会2019 エビ中のフルバッテリー・サラウンド』初回生産限定盤（2020年12月16日発売）に「梅 (令和ver.)」のフルサイズ版MVが収録されている。